# Carrick-on-Shannon
Carrick-on-Shannon (iriska: Cora Droma Rúisc) är en grevskapshuvudort i republiken Irland.   Den ligger i grevskapet County Leitrim och provinsen Connacht, i den norra delen av landet, 140 km nordväst om huvudstaden Dublin. Carrick-on-Shannon ligger 50 meter över havet och antalet invånare är 4 062.
Carrick-on-Shannon heter staden eftersom den ligger vid floden Shannon. Den är en av de mest populära semesterplatserna i Irland. Carrick-on-Shannon har flest pubar per invånare över hela Irland.